# Партингтон, Джеймс Риддик
Джеймс Риддик Партингтон (англ. James Riddick Partington; 30 июня 1886 — 9 октября 1965) — британский химик и историк химии, опубликовавший множество книг и статей в научных журналах.
Партингтон был участником и членом совета Химического общества Лондона, а также первым президентом учреждённого в 1937 г. Общества истории алхимии и ранней химии. В 1975 г. Общество основало премию имени Партингтона.

## Сочинения на русском языке
- Партингтон Дж. Р., Раковский А. В. Курс химической термодинамики / Пер. с англ. Я. В. Герасимова, проработка и дополнения проф. А. В. Раковского. — 2-е изд., стереотипное. — М.—Л.: Госхимтехиздат, 1932. — 383 с.
- Партингтон Дж. Р. Химия как рационализированная алхимия. — Перевод с английского — Смотрицкий Е. Ю. // Химия в школе. — Москва. — № 5.- 2002. — с. 86-94.